# Rancho Santa Clara del Norte

Le Ranch de Santa Clara del Norte ou parfois appelé «Rancho de Santa Clara del Norte», était une concession de plus de 56,61 km2 de terres mexicaines se trouvant dans l'actuel comté de Ventura, Californie. Ce Ranch fut offert en 1837 par le gouverneur Juan Alvarado B à Juan Maria Sanchez.    